# Colostygia nigrofasciata
Colostygia nigrofasciata är en fjärilsart som beskrevs av Hans Rebel 1910. Colostygia nigrofasciata ingår i släktet Colostygia och familjen mätare. Inga underarter finns listade i Catalogue of Life.